# Episodi di 9JKL - Scomodi vicini
La prima ed unica stagione della serie televisiva 9JKL - Scomodi vicini, composta da 16 episodi, è stata trasmessa negli Stati Uniti sul canale CBS dal 2 ottobre 2017 al 5 febbraio 2018.
In Italia i primi tre episodi sono andati in onda su Rai 2 dal 19 al 23 settembre 2019. La serie è stata poi sospesa senza preavviso per bassi ascolti. A partire dall'episodio 6 la sit-com viene trasmessa come tappabuchi in date e orari casuali, spesso senza nemmeno essere indicata sulle guide TV o sul sito della Rai.
| n° | Titolo originale              | Titolo italiano             | Prima TV USA     | Prima TV Italia   |
| -- | ----------------------------- | --------------------------- | ---------------- | ----------------- |
| 1  | Pilot                         | Ritorno a casa              | 2 ottobre 2017   | 19 settembre 2019 |
| 2  | Relationship Guy              | Un bravo ragazzo            | 9 ottobre 2017   | 20 settembre 2019 |
| 3  | Cool Friend Luke              | Problemi condominiali       | 16 ottobre 2017  | 23 settembre 2019 |
| 4  | High Steaks                   | Segreti e bistecche         | 23 ottobre 2017  | 20 ottobre 2019   |
| 5  | The Key to Life               | La chiave della vita        | 30 ottobre 2017  | 27 ottobre 2019   |
| 6  | TV MD                         | Sana competizione           | 6 novembre 2017  | 21 dicembre 2019  |
| 7  | Nanny Wars                    | La tata im-perfetta         | 13 novembre 2017 | 26 marzo 2020     |
| 8  | Make Thanksgiving Great Again | Ringraziamento con la nonna | 20 novembre 2017 | 1º aprile 2020    |
| 9  | Lovers Getaway                | Il pacchetto amanti         | 27 novembre 2017 | 11 aprile 2020    |
| 10 | The Family Plot               | La tomba di famiglia        | 4 dicembre 2017  | 17 giugno 2020    |
| 11 | Set Visit                     | Una visita sul set          | 11 dicembre 2017 | 21 aprile 2020    |
| 12 | It Happened One Night         | Inganni e bugie             | 18 dicembre 2017 | 27 maggio 2020    |
| 13 | Heavy Meddling                | Agenzia matrimoniale        | 15 gennaio 2018  | 10 giugno 2020    |
| 14 | Fridays with Harry            | Ipocondria                  | 22 gennaio 2018  | 6 luglio 2020     |
| 15 | Stalker Status                | Professione stalker         | 29 gennaio 2018  | 23 agosto 2020    |
| 16 | Tell All                      | Conosci il tuo nemico       | 5 febbraio 2018  | 31 agosto 2020    |